# Бычок-кругляк
Бычо́к-кругля́к, или черноротый бычок, или каспи́йский бычо́к-кругля́к (Neogobius melanostomus) — мелкая рыба семейства бычковые.

## Описание
Длина тела составляет от 15 до 25 см, вес до 250 граммов. Тело коренастое, полностью покрытое чешуей, которая заходит также на затылок. Хвост к концу уплощён. Хорошо развита система каналов и пор боковой линии, особенно на голове. Рот умеренной длины, его углы не заходят за глаза. Окраска разнообразная, от светло-серой с неявственными пятнами по бокам, до бурой с чётким рисунком или чёрной (последнее особенно часто встречается в период нереста, охраняющие икру самцы остаются чёрными), однако есть характерный признак этого вида — чёткое чёрное пятно, иногда окружённое желтоватой каймой, на задней части первого спинного плавника. Голова как правило темнее туловища, плавники серые.

## Распространение
Обитает в бассейнах Чёрного, Азовского и Каспийского морей. Встречается как в солёной, так и в пресной воде. Высоко поднимается вверх по рекам, проник даже в Москву-реку и в бассейн Балтийского моря. Вместе с балластной водой на судах вид был интродуцирован в Великие озёра в Северной Америке.

## Размножение
Черноротый бычок нерестится с апреля по сентябрь. Самка откладывает от 320 до 1000 крупных, овальной формы (2,2 × 3,9 мм) яиц, которые прикрепляются на камни. Самец охраняет кладку весь период инкубации. Молодь появляется через 2 недели полностью развитой. Половая зрелость наступает у самок ко второму-третьему, у самцов к третьему-четвёртому году жизни. По истечении своего первого сезона размножения самцы погибают.